# Filderstadt
Filderstadt (pronunciación en alemán: /ˈfɪldɐˌʃtat/ⓘ) es una ciudad alemana del estado de Baden-Württemberg. Perteneciente al distrito de Esslingen, está situada a unos 13 km al sur de Stuttgart, muy próxima al aeropuerto de esta ciudad y su nuevo recinto ferial.

## Historia
Fue creada en 1975 a partir de cinco pequeñas poblaciones llamadas Bernhausen, Bonlanden, Plattenhardt, Sielmingen y Harthausen. De 1978 a 2005, acogió el Porsche Tennis Grand Prix, un torneo menor de la WTA.

## Ciudades hermanadas
- Oschatz (Alemania)
- Selby (Reino Unido)
- La Souterraine (Francia)
- Poltava (Ucrania)
- Dombasle-sur-Meurthe (Francia)
- Dornach (Suiza)
- Arlesheim (Suiza)